# Коломийський академічний обласний український драматичний театр імені Івана Озаркевича
Коломи́йський академі́чний обла́сний украї́нський драмати́чний теа́тр ім. І. Озарке́вича — театр, створений постановою уряду УРСР[джерело?] в кінці 1939 року в Коломиї в статусі державного. Ще в 1849 році в містечку Коломия вже був заснований перший український народний аматорський театр — це одна з перших театральних труп на теренах Галичини, яка давали вистави в Коломиї та в містах Галичини. Тому театральне життя в цьому покутському містечку було дуже насичене, і радянській владі довелося просто узаконити ці покутинські культурні традиції.

## Передісторія театру і його назви
Театр має славне ім'я Івана Озаркевича недарма. Саме цей чоловік є засновником першого українського драматичного театру на Галичині. В 1848 році, 8 червня відбулася прем'єра першої вистави Коломийського театру — «Дівка на виданню, або На милування нема силування» за п'єсою Іван Котляревського. Іван Озаркевич адаптував п'єсу до життя покутських українців. За словами Івана Франка: «Івану Озаркевичеві хотілося подати Котляревського галичанам не в оригіналі, а в підгірськім кептарі». Цього ж таки, 1848 року відбулися й перші гастролі новоствореного мистецького колективу. 19 жовтня коломияни зіграли виставу «Дівка на виданню» перед делегатами Конгресу української інтелігенції, що проходив у місті Львові. Ця подія започаткувала український театральний рух у місті Лева, звідки він перекинувся до Перемишля і Тернополя.
На 1864 рік припадає відродження аматорського театру на Галичині. У Коломиї розвитком театральної справи успішно займається відоме в Україні подружжя Івана та Іванни Біберовичів (виконавці головних ролей, зокрема, у п'єсі «Назар Стодоля» Тараса Шевченка). Ця театральна трупа успішно трудилася на терені лицедійства багато років, виступаючи в Коломиї та гастролюючи по Галичині, таким чином, формуючи зачатки театральної культури в покутському та галичанському середовищі. 
В 1908-1912 роках акторами театру були Островський Олелько (Олександр) Павлович (письменник, режисер, драматург, уродженець м. Золотоноші) і його дружина Островська (Гринішак) Анна Петрівна (уродженка м. Надвірної). Згодом родина Островських переїздить до міста Золотоноша Київської губернії, де народилось двоє дівчат Галина і Ольга. Галину хрестив  друг родини Островських – всесвітньо відомий актор і режисер Панас Саксаганський. 
З українською трупою О. Островський побував у багатьох містах України, ставили переважно п’єси українських драматургів М.Старицького, М.Кропивницького, І.Карпенка Карого тощо. Як письменник Олелько Островський заявив про себе 1906 року на сторінках «Громадської думки» і «Ради». Його твори передруковували по всій Україні. Створювалися оповідання О.Островського на широкому географічному просторі від Кубані (Армавір) і Тифлісу (Грузія) до Чернівців і Львова. Зазначено Стрий, Львів, Золотоношу, Катеринослав, Полтаву, Київ, Харків. У більшості цих міст вони і друкувалися чи передруковувалися. Частина творів Островського втрачена, збереглося 28 творів  — історичних нарисів, казок, оповідань, повістей і драм, написаних ним у різний час ( «Берестечко» (травень 1911, Чернівці), «Руйнування Батурина (1708)» (червень 1913, Золотоноша), «Полтава (1709)» (листопад 1917, Тифліс, діюча армія Кавфронту) та інші).
В 1920—1939 роках театр у Коломиї стає помітним явищем у суспільному та мистецькому житті галичан, провідником української національної ідеї. На його сцені грають видатні майстри українського театрального мистецтва: Микола Бенцаль, Володимир Блавацький, Олекса Скалозуб, Дмитро Николишин. Коломийський театр цього періоду зажив слави одного із найкращих на Заході України.

## Зачатки
Зачатки теперішнього Коломийського академічного обласного українського драматичного театру ім. І. Озаркевича визначаються кінцем 20-х років і початку 30-х років 20 століття. Скориставшись послабленням польської урядової реакції на українські суспільні рухи, громади українців в містах й селах з ще більшим ентузіазмом почали розвивати українську ідею, і їм в цьому суттєву підмогу склала формація хат-читалень, просвітницького та театрального зрушень в суспільстві. На передовій формування тогочасного суспільства і його культурних традицій стали пересувні театри з-поміж ентузіастів й сподвижників українського руху. Саме тоді в столиці Гуцульщини сформувалася, в чергове, стаціонарна театральна трупа з-поміж молодих вихованців Олекси Скалозуба і Дмитра Николишина та частини пересувних гастролюючих театрів. Ці пересувні театри обирали на кілька сезонів Коломию, як майданчик для постійних вистав. Український народний театр імені Івана Тобілевича, Український молодий театр «Заграва», народно-побутовий театр Комаровського, театр Івана Когутяка, «Театр рев'ю та оперети» Богдана Сарамаґи часто гастролювали та перебували в довший період в Коломиї, тепер уже не даючи завмерти театральному життю міста й цілого краю. Під впливом постановок та дій цих театрів в місті сформувався з різних аматорських театральних труп стаціонарний театр, котрий ставив свої вистави та постановки, об'єднуючись з пересувними театральними трупами, або залучаючи їх артистів до своїх лав.

## Прихід Рад та війна
Під кінець 30-х років 20 століття українська громада Коломиї знову стояла на роздоріжжі, вибору керівника театральної трупи свого театру. Плеяда акторів театру Олекси Скалозуба та Дмитра Николишина, з часом поріділа, частина подалася за пересувними театральними трупами, гастролюючи по Галичині, були й такі, що подалися в мандри на Центральну Радянську Україну, а ще кількох виконавців вдалося звабити львівським театрам. Потрібна була «свіжа кров» та нові постановки і жанрові віяння. На ті часи склалася тенденція співіснування стаціонарних труп та театрів, що гастролюють, в яких завше полюбляли виступати відомі в краю актори й з роками вони прив'язувалися до свого такого колективу. Водночас українські громади міст, піклуючись своїми стаціонарними театрами, мали змогу бачити нові обличчя чи популярних акторів зі всіх країв Галичини, та мали змогу вибирати й заохочувати окремих виконавців чи цілі мандрівні трупи до своїх театрів на певний період чи на весь театральний сезон.
Так сталося й з театральною трупою Івана Когутяка, послідовника Бенцаля, яка доволі давно, з десяток років уже радувала своїми постановками жителів Галичини, мандруючи по великих містах чи містечках. В цьому колективі виступали, як відомі артисти, так й зовсім початківці. Саме цей колектив сподобався коломийській громаді і їх було запрошено на сезон до міста, Івану Когутяку вдалося поєднати свій нечисленний колектив з місцевою театральною трупою. Завдяки новим постановкам та новим й відомим обличчям Коломийський театр в 1939 році в чергове збурив культурне життя столиці Гуцульщини. Навіть, не зважаючи на встановлення влади Рад у Галичині, театр продовжував працювати та гуртував українськість навколо себе. Радянські керівники не готові були вдаватися до репресивних дій щодо улюбленців краю, тому, змирившись з українським культурним анклавом, змушені були визнати його на офіційному рівні та надати статус державного театру, хоч таким чином намагаючись вплинути на репертуар колективу. Частково це їм вдалося, але виключити з репертуару українських класиків драматургії та улюблені коломиянами п'єси було доволі складно, потребувалося трохи часу.
Але цьому суттєво завадила Друга світова війна, а саме її відгомін, війна між Німецькою коаліцією та Радянським Союзом і через 1,5 року від свого приходу, «ради» в 1941 році відступили, а до Коломиї прийшла німецька адміністрація. Коломийський театр, керований відомим театральним діячем Іваном Когутяком, продовжував свою роботу. За перших пів року війни через столицю Галичини перейшла значна кількість військових формувань та тилових структур німецьких армій, мадярських корпусів та національних (з народів СРСР) формувань при німецькій армії, тому тодішня адміністрація ухвалила рішення не розпускати театр, щоби вгамовувати хоча б мінімальну культурну потребу громади коломиян та військовиків, які перебували в місті. Це був, чи не єдиним на той час, чинний театр на окупованих територіях, та ще і який не побоявся мати репертуар, заборонений німецькими окупантами. На його сцені йшли історична драма Людмили Старицької-Черняхівської «Гетьман Дорошенко», «Тріумф прокурора Дальського» Костя Гупала. Цих вистав було досить, щоб поставити себе у конфронтаційну позицію як до німців, так і до більшовиків.

## Репертуар
- «Гуцульський рік» Гнат Хоткевич;
- «Боа констріктор» Іван Франко.
- «Камінний хрест» Василь Стефаник.
- «Вій» Микола Гоголь.

## Мистецький відгомін
29 вересня 2008 року Колегією Міністерства культури і туризму України Коломийському театру надано статус академічного. Та й було за що: за період з 1989 року — часу свого відродження — служителі коломийської Мельпомени, люди без високих якихось звань, регалій і відзнак, спеціальних освіт у цій царині мистецтва, зате артисти справді народні, бо є вихідці з народних гущ, живуть повсякденно простим життям народу свого, — підготували більш як 80 постановок, дали понад 3000 вистав і ось-ось до них на зустріч має завітати їхній мільйонний глядач!
Визначальним акордом ювілейного року 2009 року став Перший Всеукраїнський театральний фестиваль сценічних першопрочитань «Коломийські представлення».

## Відомі актори та режисери театру
- Захарій Новицький (нар. 6.04.1952) — на сцені театру з 1 січня 1989 року.
- Надія Комарова (Голинська) — заслужена артистка України.
- Мирослава Воротняк — заслужена артистка України.
- Андроник Ігор Миколайович (нар. 07.05.1988) — на сцені театру з 14 серпня 2012 року.
- Базилевич Богдан Богданович (нар. 16.06.84) — на сцені театру з 2 лютого 2004 року.
- Євтушенко Людмила Прокопівна (нар. 10.07.1937) — на сцені театру з 1 січня 1989 року.
- Симчич Зіновій Васильович (нар. 30.03.1948) — на сцені театру з 1 лютого 2000 року. Син актора Василя Симчича. Лауреат IX Всеукраїнського фестивалю «Тернопільські театральні вечори. Дебют» у номінації «За честь, гідність і вірність професії» (м. Тернопіль, 2011 р.)

## Виноски
1. ↑  НАКАЗ Міністерства культури і туризму України про надання статусу академічного творчому колективу Коломийського обласного українського драматичного театру імені І.Озаркевича від 29 вересня 2008 року № 1015/0/16-08[недоступне посилання з липня 2019]